# 73.ª División (Ejército Popular de la República)
La 73.ª División fue una de las divisiones del Ejército Popular de la República que se organizaron durante la guerra civil española sobre la base de las Brigadas Mixtas. Llegó a participar en la batalla de Valsequillo-Peñarroya.

## Historial
La unidad fue creada a mediados de 1938, en el seno del Grupo de Ejércitos de la Región Central (GERC), como una fuerza de reserva. 
La nueva división estaría compuesta por las brigadas mixtas 21.ª, 83.ª y 219.ª, quedando situada en el frente del Centro. A finales de año, integrada en el XVII Cuerpo de Ejército, la 73.ª División partió hacia el frente del Sur. En enero de 1939 tomó parte en la batalla de Valsequillo-Peñarroya, en apoyo de las fuerzas republicanas que se hallaban en el interior de la «bolsa». La unidad, junto a la 64.ª División, lanzó sucesivos ataques contra las posiciones franquistas en el sector Moritos-Mataborracha, que resultaron infructuosos. Tras el final de las operaciones la división, que sufrió un considerable desgaste, pasó a la reserva y quedó situada en el frente del Centro.
En marzo de 1939, durante el golpe de Casado, la 83.ª Brigada Mixta —que formaba parte de la división— intervino en los combates a favor de las fuerzas casadistas.
Hacia el final de la contienda la unidad se autodisolvió.

## Mandos
Comandantes
- Mayor de milicias Francisco Carro Rozas;[6][7]